# Кэтлетт, Элизабет
Элизабет Катлетт (англ. Elizbeth Catlett), 15 апреля 1915[…], Вашингтон[…] — 2 апреля 2012[…], Куэрнавака) — американский скульптор, известна прежде всего скульптурами и монументальными мозаичными панно, созданными в 1960-70 годы. Работала в основном в Мексике, где и проживала почти постоянно после 1947 года. Приняла мексиканское гражданство. Работы Катлетт часто носили весьма политический характер. Элизабет Катлетт — бабушка Наимы Моры.
Родилась 15 апреля 1915 года в Вашингтоне. Катлетт была самой младшей из трех детей. Оба её родителя работали в сфере образования; её мать была школьным надзирателем, а её отец преподавал в университете Тускени. Её отец умер ещё до её рождения. Интерес Катлетт к искусству начался рано. В детстве она увлеклась резьбой по дереву.
Закончила Говардский университет, получив диплом с отличием. В университете её профессорами были художница Лоис Мейлу Джонс и философ Ален Локк.
Умерла 2 апреля 2012 года в Куэрнаваке, не дожив ровно две недели до 97-летия.